# トイラーノ
トイラーノ(伊: Toirano)は、イタリア共和国リグーリア州サヴォーナ県にある、人口約2,700人の基礎自治体（コムーネ）。

## 地理

### 位置・広がり

#### 隣接コムーネ
隣接するコムーネは以下の通り。
- バレストリーノ
- バルディネート
- ボイッサーノ
- ボルゲット・サント・スピーリト
- カステルヴェッキオ・ディ・ロッカ・バルベーナ
- チェリアーレ

### 地震分類
イタリアの地震リスク階級 (it) では、3 に分類される
。